# Хоффманн, Нора
Но́ра Хо́ффманн (венг. Hoffmann Nóra; род. 8 апреля 1985, Будапешт) — венгерская фигуристка, выступавшая в танцах на льду. В паре с Аттилой Элеком становилась пятикратной чемпионкой Венгрии (2003—2007), серебряным призёром чемпионата мира среди юниоров (2003, 2004) и участницей Олимпийских игр (2006).
Хоффманн начала заниматься фигурным катанием в шесть лет. Её первым партнёром по танцам на льду был Аттила Элек, с которым каталась на протяжении пятнадцати лет. В 2007 году встала в пару с Максимом Завозиным. Они провели три совместных сезона, трижды став чемпионами Венгрии (2009—2011), участниками Олимпийских игр и серебряными призёрами Гран-при России (2010). По завершении соревновательной карьеры — хореограф и тренер по фигурному катанию.

## Карьера

#### Детство и юность
Хоффманн родилась 8 апреля 1985 года в Будапеште, Венгерская Народная Республика. Впервые встала на коньки в возрасте шести лет. Родители водили её на каток вместе со старшей сестрой. До одиннадцати лет Нора совмещала тренировки по одиночному катанию и танцам на льду. Она освоила прыжки в два оборота. Но во время выполнения одного из них упала, сломав ногу. По этой причине сосредоточилась на танцевальном виде, в котором нет прыжковых элементов.
В 1992 году началось пятнадцатилетнее партнёрство Хоффманн с Аттилой Элеком. До 2002 года они катались среди юниоров, а в последующие два сезона совмещали взрослые и юниорские выступления. Они завоевали золотые медали на двух этапах юниорского Гран-при в 2002 году. Благодаря чему квалифицировались в финальный турнир серии, на котором стали серебряными призёрами, уступив первенство россиянам Домниной и Шабалину.
На чемпионате мира среди юниоров 2003 танцоры из России вновь превзошли Хоффманн и Элека, оставшихся на второй строчке судейского протокола. Позднее в 2003 году россияне перешли на взрослый уровень, в их отсутствие Нора и партнёр выиграли финал юниорского Гран-при. Но на шестом для себя юниорском чемпионате мира они не смогли закрепить успех, пропустив вперёд другую российскую пару. В борьбе за серебро венгры превзошли Морган Мэттьюс и Максима Завозина, представлявших США.

#### Путь на Олимпиаду
На чемпионат Европы 2004 Хоффманн и Элек ставили целью попадание в десять сильнейших. Они практически выполнили задачу, финишировав одиннадцатыми. Нора, переболевшая гриппом в преддверии чемпионата, высказала недовольство организацией соревнований. На арене было слишком тепло, из-за чего лёд был чрезмерно растаявшим. Это затрудняло выступления, делая их более опасными. Во время танцевального турнира было много падений, что не характерно для этой дисциплины.
Нора была дизайнером собственных нарядов. Ещё до завершения карьеры, в бытность фигуристкой, помогала другим спортсменам в постановке программ и хореографии. В 2005 году она работала с шестнадцатилетней одиночницей Бианкой Падар, которая с постановками от Хоффманн была бронзовым призёром чемпионата Венгрии и участницей чемпионата Европы. Хорватско-венгерский фигурист Деян Иллеш отмечал яркую и доминирующую личность Хоффманн, которая привлекала к себе всё внимание, из-за чего Элек оставался в тени. Также Иллеш указывал на подходящие физические данные и технические навыки Норы для танцев, при этом её партнёру не хватало роста, что мешало прогрессу пары.

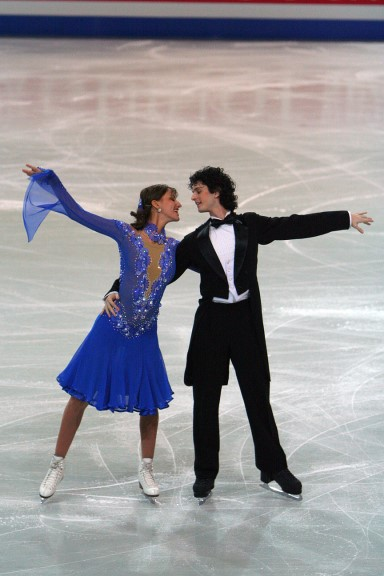
Нора и её партнёр Аттила Элек (ЧЕ 2007)

На разминке взрослого чемпионата мира 2006, являвшегося последним стартом сезона, Хоффманн порезала локоть. На льду находились несколько танцевальных пар, Нора и Аттила двигались спиной вперёд, в то время как японцы выполняли поддержку. Венгры врезались в них, и лезвие конька японской партнёрши повредило  локоть Хоффманн. Официальные лица турнира дали паре две минуты на приведение себя в порядок, после чего венгры вышли на лёд и заняли восемнадцатое место. Перед этим они участвовали в Олимпийских играх, проходивших в Турине, где заняли семнадцатую строчку.

#### Смена партнёра
На Евро 2007 Хоффманн и Элек после оригинального танца шли седьмыми, что являлось их лучшим результатом на чемпионатах Европы за всю карьеру. Но на тренировке перед финальным прокатом партнёр получил травму. При падении лезвие его конька застряло во льду, из-за чего Элек сломал малоберцовую кость, и пара снялась с соревнований. Евро, проходивший в январе 2007 года, оказался последним турниром в их совместной карьере. По причине травмы Элека пара не выступила на оставшихся стартах сезона. В мае Хоффманн, не сообщив травмированному партнёру, отправилась в Канаду, известную сильной школой танцев на льду, где тренировалась с местным танцором Лиамом Дауэрти. После чего она вернулась в Венгрию, но доверие партнёров друг к другу было подорвано. Подопечные Шандора Надя и Николая Морозова, после пятнадцати совместных лет, объявили о распаде их дуэта. 
Хоффманн и Элек были в числе мировых лидеров в юниорском катании. Одними из их соперников являлись Морган Мэттьюс и Максим Завозин из Соединённых Штатов. Американцы в одно время с венграми прекратили совместные выступления, после чего в сентябре 2007 года Хоффманн и Завозин начали тренироваться вместе. Они решили кататься за Венгрию, но для участия в Олимпийских играх Завозину было необходимо получить венгерское гражданство.
Международный дебют пары состоялся на чемпионате Европы 2009. Они катались без ошибок и шли на восьмом месте после обязательного танца. При исполнении оригинального танца Завозин упал, непреднамеренно зацепившись зубцом конька за лёд, что опустило пару на одиннадцатое место. От произвольного проката дуэт отказался из-за вирусной инфекции у партнёра. Произвольный танец того сезона под хип-хоп-музыку им поставил Николай Морозов. Венгерские танцоры сами предложили ритмы хип-хопа, вдохновившись подобной программой в исполнении японского одиночника Дайсукэ Такахаси.

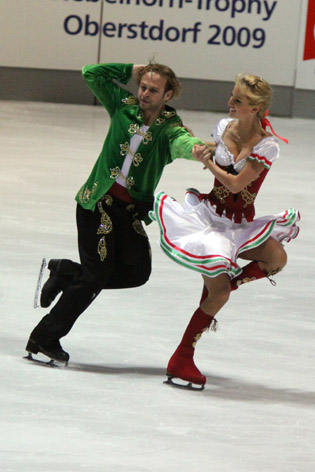
Завозин и Хоффманн на Nebelhorn Trophy 2009

Перед ежегодным чемпионатом мира, на котором разыгрывалась первая часть олимпийских путёвок, венгры проходили подготовку в Лос-Анджелесе. Во время тренировки Нора упала, ударившись головой и получила перелом костей черепа за левым ухом. В результате травмы у Хоффманн были проблемы с равновесием, она три месяца не слышала левым ухом и принимала сильнодействующие обезболивающие, отказавшись от участия в соревнованиях.

#### Серебро Гран-при
После периода восстановления Хоффманн вернулась на лёд и начала подготовку к новому сезону. Пара хотела поставить «что-то венгерское», поэтому оригинальной программой стал чардаш, который был выбран как самый известный венгерский танец. Произвольную программу под хип-хоп пара решила сохранить, так и не представив её в прошлом сезоне на крупных турнирах. Стартовав в сезоне, Хоффманн и Завозин получили олимпийскую квоту на турнире Nebelhorn Trophy, на котором происходила вторая часть квалификации на Игры.
За неделю до начала чемпионата Европы, который проходил в январе 2010 года, президент Венгрии подписал указ о вступлении Завозина в венгерское гражданство. В следующем месяце пара выступила на Олимпийских играх в Ванкувере. По мнению швейцарских фигуристов Леони Крайль и Оскара Питера, произвольный прокат венгров на Играх стал самым энергичным и современным. По сумме всех выступлений Хоффманн и Завозин заняли тринадцатое место среди двадцати трёх танцевальных дуэтов. В отличие от Аттилы Элека, Завозин был ярким танцором, за счёт чего Хоффманн не доминировала в паре, и внимание распределялось между партнёрами поровну. Максим высоко ценил Нору как фигуристку, отмечая её сильные технические навыки и моральные качества.
В сезоне 2010/2011, венгерские танцоры, катавшиеся под руководством Алексея Горшкова, завоевали серебро на этапе престижной серии Гран-при, проходившем в России. Ранее в том же сезоне финишировали четвёртыми на Гран-при Китая. Благодаря данным результатам попали в финал серии, где занимали промежуточное третье место, но в итоге опустились на последнюю шестую строчку. Хип-хоп произвольного танца они сменили на цыганскую музыку для демонстрации судьям, что могут кататься в разных стилях. На чемпионате Европы расположились на восьмой позиции. В период подготовки к чемпионату мира Хоффманн заболела пиелонефритом, что вынудило пару отказаться от участия в чемпионате. После чего Завозин завершил соревновательную карьеру.
Вслед за партнёром Хоффманн тоже ушла из спорта. Некоторое время она даже не смотрела фигурное катание. Впоследствии начала работать тренером, а также хореографом, участвуя в постановке программ. Помогала в подготовке и организации Специальных Олимпийских игр 2017. 

## Программы
(В паре с  Максимом Завозиным)
| Сезон     | Короткий танец                                                                      | Произвольный танец                                                             |
| --------- | ----------------------------------------------------------------------------------- | ------------------------------------------------------------------------------ |
| 2010—2011 | - Вальс:«Спящая красавица» Пётр Чайковский - Вальс:«Конькобежцы» Эмиль Вальдтейфель | «Цыгане из Надьиды» Experidance                                                |
| Сезон     | Оригинальный танец                                                                  | Произвольный танец                                                             |
| 2009—2010 | Чардаш                                                                              | - «So Excited» Джанет Джексон - «Hush Hush» Pussycat Dolls - «Rock This Party» |
| 2008—2009 | Блюз и линди-хоп: «Minnie the Moocher»                                              | - «So Excited» Джанет Джексон - «Too Late to Apologize» - «Rock This Party»    |

## Результаты

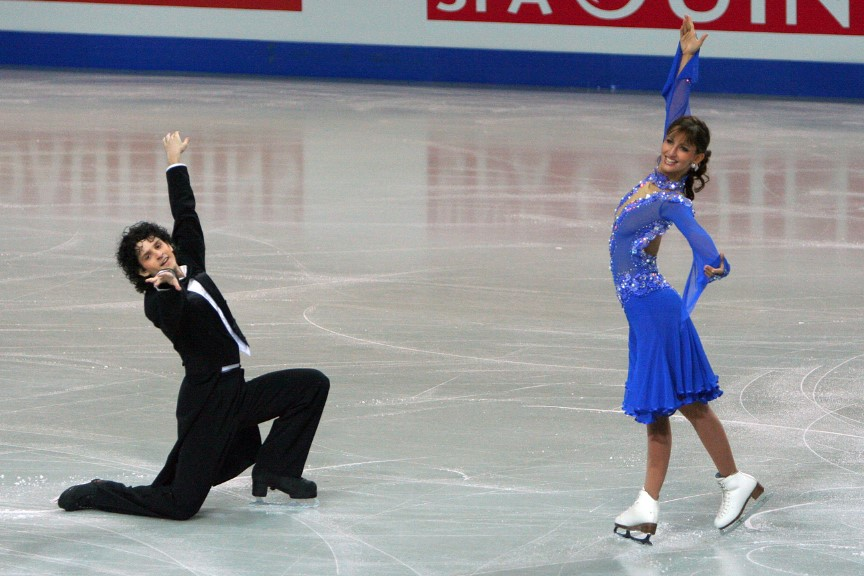
Элек и Хоффманн на чемпионате Европы (2007).
Финальная поза обязательного танца

| Выступления с Максимом Завозиным |       |       |       |
| Соревнования                     | 08/09 | 09/10 | 10/11 |
| Международные                    |       |       |       |
| Олимпийские игры                 |       | 13    |       |
| Чемпионат мира                   |       | 10    |       |
| Чемпионат Европы                 | WD    | 10    | 8     |
| Финал Гран-при                   |       |       | 6     |
| Гран-при Китая                   |       |       | 4     |
| Гран-при России                  |       |       | 2     |
| Finlandia Trophy                 |       |       | 2     |
| Icechallenge                     |       | 1     |       |
| Nebelhorn Trophy                 |       | 7     |       |
| Мемориал Непелы                  |       | 1     | 1     |
| Золотой конёк                    |       | WD    |       |
| Национальные                     |       |       |       |
| Чемпионат Венгрии                | 1     | 1     | 1     |

| Результаты выступлений в паре с Аттилой Элеком |       |       |       |       |       |       |       |       |       |
| Соревнования                                   | 98/99 | 99/00 | 00/01 | 01/02 | 02/03 | 03/04 | 04/05 | 05/06 | 06/07 |
| Международные                                  |       |       |       |       |       |       |       |       |       |
| Олимпийские игры                               |       |       |       |       |       |       |       | 17    |       |
| Чемпионат мира                                 |       |       |       |       | 18    | 18    | 15    | 18    |       |
| Чемпионат Европы                               |       |       |       |       | 14    | 11    | 10    | 12    | WD    |
| Гран-при Франции                               |       |       |       |       |       |       | 7     |       | 6     |
| Гран-при России                                |       |       |       |       |       |       |       |       | 5     |
| Гран-при Японии                                |       |       |       |       |       |       |       | 7     |       |
| Мемориал Шефера                                |       |       |       |       |       |       |       | 8     |       |
| Гран-при Китая                                 |       |       |       |       |       |       | 6     |       |       |
| Bofrost Cup                                    |       |       |       |       |       | 5     |       |       |       |
| Золотой конёк                                  |       |       |       |       |       | 1     |       |       |       |
| Международные среди юниоров                    |       |       |       |       |       |       |       |       |       |
| Чемпионат мира                                 | 21    | 17    | 9     | 5     | 2     | 2     |       |       |       |
| Финал Гран-при                                 |       |       |       | 5     | 2     | 1     |       |       |       |
| Гран-при Болгарии                              |       |       |       | 3     |       | 1     |       |       |       |
| Гран-при Словении                              |       |       |       |       |       | 1     |       |       |       |
| Гран-при Германии                              |       |       |       |       | 1     |       |       |       |       |
| Гран-при США                                   |       |       |       |       | 1     |       |       |       |       |
| Гран-при Италии                                |       |       |       | 2     |       |       |       |       |       |
| Гран-при Мексики                               | 7     |       | 3     |       |       |       |       |       |       |
| Гран-при Норвегии                              |       |       | 4     |       |       |       |       |       |       |
| Гран-при Японии                                |       | 6     |       |       |       |       |       |       |       |
| Гран-при Нидерландов                           |       | 8     |       |       |       |       |       |       |       |
| Гран-при Китая                                 | 9     |       |       |       |       |       |       |       |       |
| Национальные                                   |       |       |       |       |       |       |       |       |       |
| Чемпионат Венгрии                              |       |       |       |       | 1     | 1     | 1     | 1     | 1     |
| Национальные среди юниоров                     |       |       |       |       |       |       |       |       |       |
| Чемпионат Венгрии                              | 2     | 1     | 1     |       |       |       |       |       |       |